# Verwaltungsgemeinschaft Osterburg

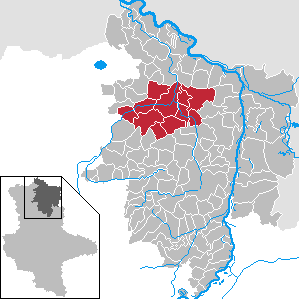
Lage der ehemaligen Verwaltungsgemeinschaft im Landkreis Stendal

In der Verwaltungsgemeinschaft Osterburg des Landkreises Stendal in Sachsen-Anhalt waren elf Gemeinden zur Erledigung ihrer Verwaltungsgeschäfte zusammengeschlossen. Zu den ursprünglich sechs Gemeinden (Düsedau, Erxleben, Königsmark, Krevese, Meseberg und Stadt Osterburg (Altmark)) kamen am 1. Januar 2005 die Gemeinden Ballerstedt, Flessau, Gladigau und Rossau aus der aufgelösten Verwaltungsgemeinschaft Altmärkische Höhe dazu, am 21. Juli 2005 die Gemeinden Hindenburg und Walsleben. Hindenburg wurde am 31. Dezember 2008 nach Hohenberg-Krusemark eingemeindet. Der Verwaltungssitz befand sich in der Stadt Osterburg (Altmark). Am 1. Juli 2009 wurde aus den Mitgliedsgemeinden die Hansestadt Osterburg (Altmark) gebildet.
Die Verwaltungsgemeinschaft Osterburg lag im Norden des Landes Sachsen-Anhalt. Sie umfasste einen Teil der nordöstlichen Altmark und den südwestlichen Teil der tischebenen Wische. Im Westen grenzte die Verwaltungsgemeinschaft Osterburg an den Altmarkkreis Salzwedel (Gemarkung Gladigau). Durch das Gebiet der Verwaltungsgemeinschaft floss die Uchte, die in Osterburg in die Biese mündet (diese fließt als Aland in die Elbe).
Landwirtschaft sowie kleinere Handwerksbetriebe prägen die Dörfer in der Nordaltmark (in der Wische die Weidewirtschaft). Als ungünstig für die wirtschaftliche Entwicklung wird die relativ große Entfernung zum Autobahnnetz angesehen. Die Verwaltungsgemeinschaft wurde von der Bundesstraße 189 und der Bahnstrecke Magdeburg–Wittenberge durchquert.

## Die ehemaligen Gemeinden mit ihren Ortsteilen
- Ballerstedt mit Klein Ballerstedt
- Düsedau mit Calberwisch
- Erxleben mit Polkau
- Flessau mit Natterheide, Rönnebeck, Storbeck und Wollenrade
- Gladigau mit Orpensdorf und Schmersau
- Königsmark mit Rengerslage, Wasmerslage und Wolterslage
- Krevese mit Dequede, Polkern und Röthenberg
- Meseberg mit Kattwinkel und Wenddorf
- Hansestadt Osterburg (Altmark) (Trägergemeinde) mit OT Dobbrun, Krumke und Zedau
- Rossau mit Groß Rossau, Klein Rossau und Schliecksdorf
- Walsleben mit Uchtenhagen